# Gilboa (Ohio)

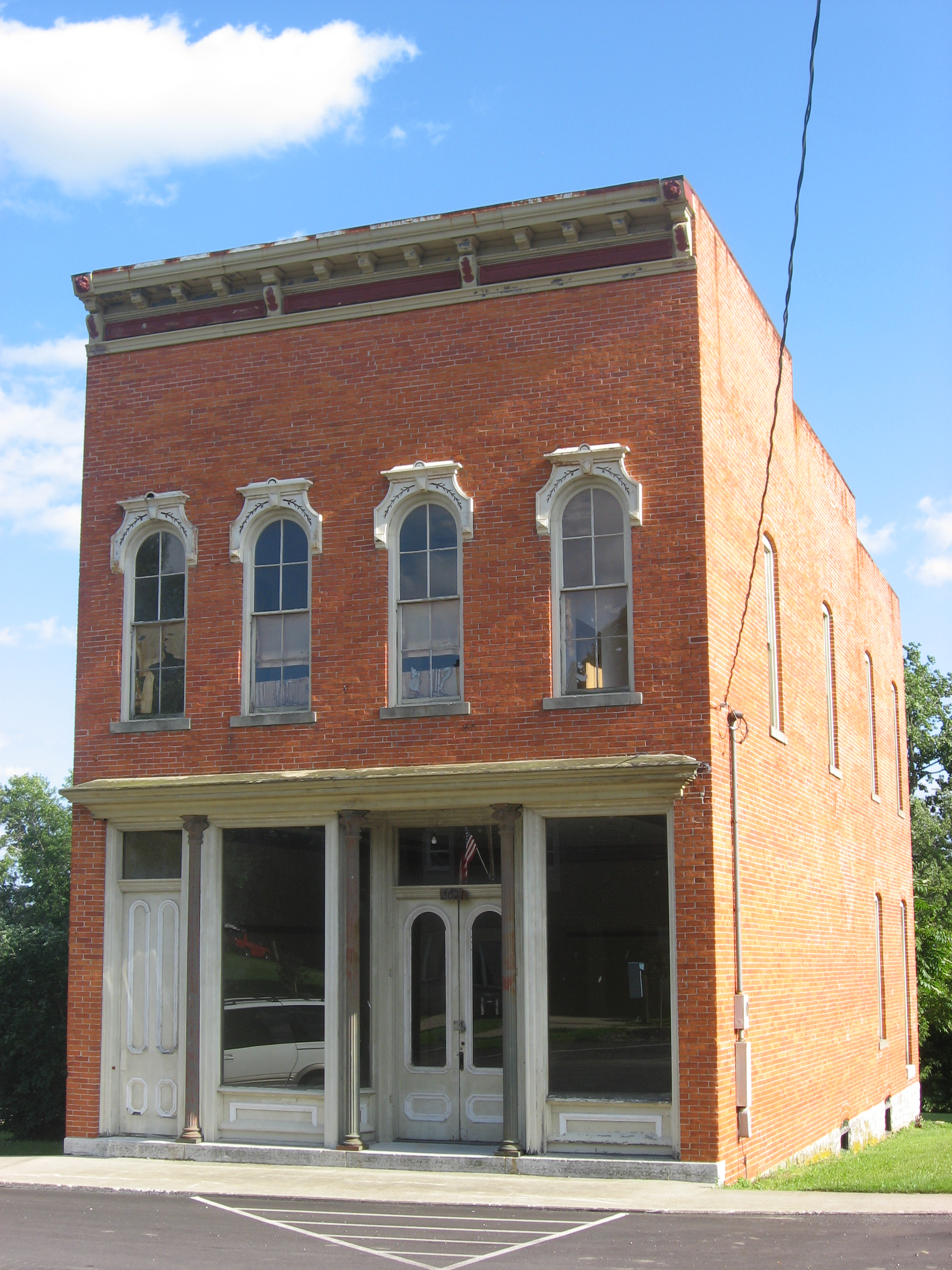
Gilboa – jeden z obiektów w dzielnicy zabytkowej

Gilboa – wieś w USA, w hrabstwie Putnam, w stanie Ohio. Nazwa miejscowości pochodzi od góry, Gilboa (wzgórza).

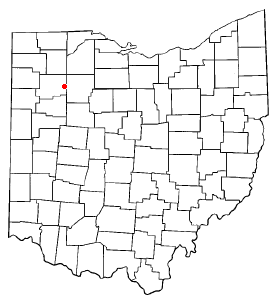
Gilboa na planie stanu Ohio

W roku 2010, 25,5% mieszkańców było w wieku poniżej 18 lat, 8,7% było w wieku od 18 do 24 lat, 24,4% miało od 25 do 44 lat, 22,3% miało od 45 do 64 lat, a 19% było w wieku 65 lat lub starszych. We wsi było 49,5% mężczyzn i 50,5% kobiet.
Liczba mieszkańców w 2010 roku wynosiła 184, a w roku 2012 wynosiła 182.